# Alberto Cavos
Alberto Cavos, russificato in Al'bert Katerinovič Kavos (in russo Aльберт Катeринович Кавос?; San Pietroburgo, 22 dicembre 1800 – Peterhof, 22 maggio 1863), è stato un architetto italiano naturalizzato russo di famiglia veneziana.
Figlio del compositore Catterino Cavos, disegnò gli interni del Teatro Mariinskij di San Pietroburgo (1859–1860) e del Teatro Bol'šoj di Mosca (1853–1856).